# Jocelyn Sidney, VII conte di Leicester
Jocelyn Sidney (Penshurst, 1682 – Penshurst, 7 luglio 1743) è stato un nobile inglese, settimo conte di Leicester, e pari di Gran Bretagna.

## Biografia
Era figlio di Robert Sidney, IV conte di Leicester e di Lady Elizabeth Egerton.
Venne educato all'Università di Oxford.
Nel 1734 fu nominato Capo portiere della Torre di Londra da suo fratello maggiore John Sidney, VI conte di Leicester, poi Conestabile della Torre di Londra.
Nel 1737 successe al fratello come conte di Leicester e Visconte Lisle.
Non si sposò mai e non lasciò alcun erede legittimo quando morì nel 1743, provocando l'estinzione del titolo.
Figlia illegittima di Jocelyn fu Lady Anne Sidney, che sposò Henry Streatfeild di Chiddingstone a Kent il 25 settembre 1752.
Con la morte di Sir Jocelyn, Henry ed Anne ricevettero, solo dopo molte battaglie legali, le proprietà di famiglia nel Galles.

## Ascendenza
|                                        |                                      |                                                  | Genitori                                |  |  | Nonni |  |  | Bisnonni                             |  |  | Trisnonni                           |  |
|                                        |                                      |                                                  |                                         |  |  |       |  |  | Robert Sidney, II conte di Leicester |  |  | Robert Sidney, I conte di Leicester |  |
|                                        |                                      |                                                  |                                         |  |  |       |  |  | Robert Sidney, II conte di Leicester |  |  | Robert Sidney, I conte di Leicester |  |
|                                        |                                      | Barbara Gamage                                   |                                         |  |  |       |  |  | Robert Sidney, II conte di Leicester |  |  |                                     |  |
| Philip Sidney, III conte di Leicester  |                                      |                                                  |                                         |  |  |       |  |  | Robert Sidney, II conte di Leicester |  |  |                                     |  |
|                                        |                                      | Dorothy Percy                                    | Henry Percy, IX conte di Northumberland |  |  |       |  |  |                                      |  |  |                                     |  |
|                                        |                                      | Dorothy Percy                                    | Henry Percy, IX conte di Northumberland |  |  |       |  |  |                                      |  |  |                                     |  |
|                                        |                                      | Dorothy Percy                                    | Dorothy Devereux                        |  |  |       |  |  |                                      |  |  |                                     |  |
| Robert Sidney, IV conte di Leicester   |                                      | Dorothy Percy                                    |                                         |  |  |       |  |  |                                      |  |  |                                     |  |
|                                        |                                      | William Cecil, II conte di Salisbury             | Robert Cecil, I conte di Salisbury      |  |  |       |  |  |                                      |  |  |                                     |  |
|                                        |                                      | William Cecil, II conte di Salisbury             | Robert Cecil, I conte di Salisbury      |  |  |       |  |  |                                      |  |  |                                     |  |
|                                        |                                      | William Cecil, II conte di Salisbury             | Elizabeth Brooke                        |  |  |       |  |  |                                      |  |  |                                     |  |
| Catherine Cecil                        |                                      | William Cecil, II conte di Salisbury             |                                         |  |  |       |  |  |                                      |  |  |                                     |  |
|                                        |                                      | Catherine Howard                                 | Thomas Howard, I conte di Suffolk       |  |  |       |  |  |                                      |  |  |                                     |  |
|                                        |                                      | Catherine Howard                                 | Thomas Howard, I conte di Suffolk       |  |  |       |  |  |                                      |  |  |                                     |  |
|                                        |                                      | Catherine Howard                                 | Katherine Knyvett                       |  |  |       |  |  |                                      |  |  |                                     |  |
| Jocelyn Sidney, VII conte di Leicester |                                      | Catherine Howard                                 |                                         |  |  |       |  |  |                                      |  |  |                                     |  |
|                                        | John Egerton, I conte di Bridgewater | Thomas Egerton I visconte Brackley               |                                         |  |  |       |  |  |                                      |  |  |                                     |  |
|                                        | John Egerton, I conte di Bridgewater | Thomas Egerton I visconte Brackley               |                                         |  |  |       |  |  |                                      |  |  |                                     |  |
|                                        | John Egerton, I conte di Bridgewater | Elizabeth Ravenscroft                            |                                         |  |  |       |  |  |                                      |  |  |                                     |  |
| John Egerton, II conte di Bridgewater  | John Egerton, I conte di Bridgewater |                                                  |                                         |  |  |       |  |  |                                      |  |  |                                     |  |
|                                        |                                      | Frances Stanley                                  | Ferdinando Stanley, V conte di Derby    |  |  |       |  |  |                                      |  |  |                                     |  |
|                                        |                                      | Frances Stanley                                  | Ferdinando Stanley, V conte di Derby    |  |  |       |  |  |                                      |  |  |                                     |  |
|                                        |                                      | Frances Stanley                                  | Alice Spencer                           |  |  |       |  |  |                                      |  |  |                                     |  |
| Elizabeth Egerton                      |                                      | Frances Stanley                                  |                                         |  |  |       |  |  |                                      |  |  |                                     |  |
|                                        |                                      | William Cavendish, I duca di Newcastle-upon-Tyne | Charles Cavendish                       |  |  |       |  |  |                                      |  |  |                                     |  |
|                                        |                                      | William Cavendish, I duca di Newcastle-upon-Tyne | Charles Cavendish                       |  |  |       |  |  |                                      |  |  |                                     |  |
|                                        |                                      | William Cavendish, I duca di Newcastle-upon-Tyne | Catherine Ogle, VIII baronessa Ogle     |  |  |       |  |  |                                      |  |  |                                     |  |
| Elizabeth Cavendish                    |                                      | William Cavendish, I duca di Newcastle-upon-Tyne |                                         |  |  |       |  |  |                                      |  |  |                                     |  |
|                                        |                                      | Elizabeth Basset                                 | William Bassett                         |  |  |       |  |  |                                      |  |  |                                     |  |
|                                        |                                      | Elizabeth Basset                                 | William Bassett                         |  |  |       |  |  |                                      |  |  |                                     |  |
|                                        |                                      | Elizabeth Basset                                 | Judith Austen                           |  |  |       |  |  |                                      |  |  |                                     |  |
|                                        |                                      | Elizabeth Basset                                 |                                         |  |  |       |  |  |                                      |  |  |                                     |  |